# Филозофија старог Египта
Скоро ништа није познато о филозофији старог Египта. Иако мали број научника верује да је античка грчка филозофија имала корене у Египту, прихваћен је став да Египат није имао утицаја на филозофије Европе и Азије.
Један од познатих староегипатских филозофа био је Птахотеп. Био је фараонов везир крајем 25-ог, почетком 24. века пре нове ере. Птахотеп је познат по свом свеобухватном делу о етичком понашању и моралној филозофији, које се назива Птахотепова упутства. Дело, за које се верује да га је саставио његов унук Птахотеп Тчефи, је скуп од 37 писама упућених његовом сину Акхетхотепу, у којима се говори о темама као што су свакодневно понашање и етичке праксе.